# Nadia Ali

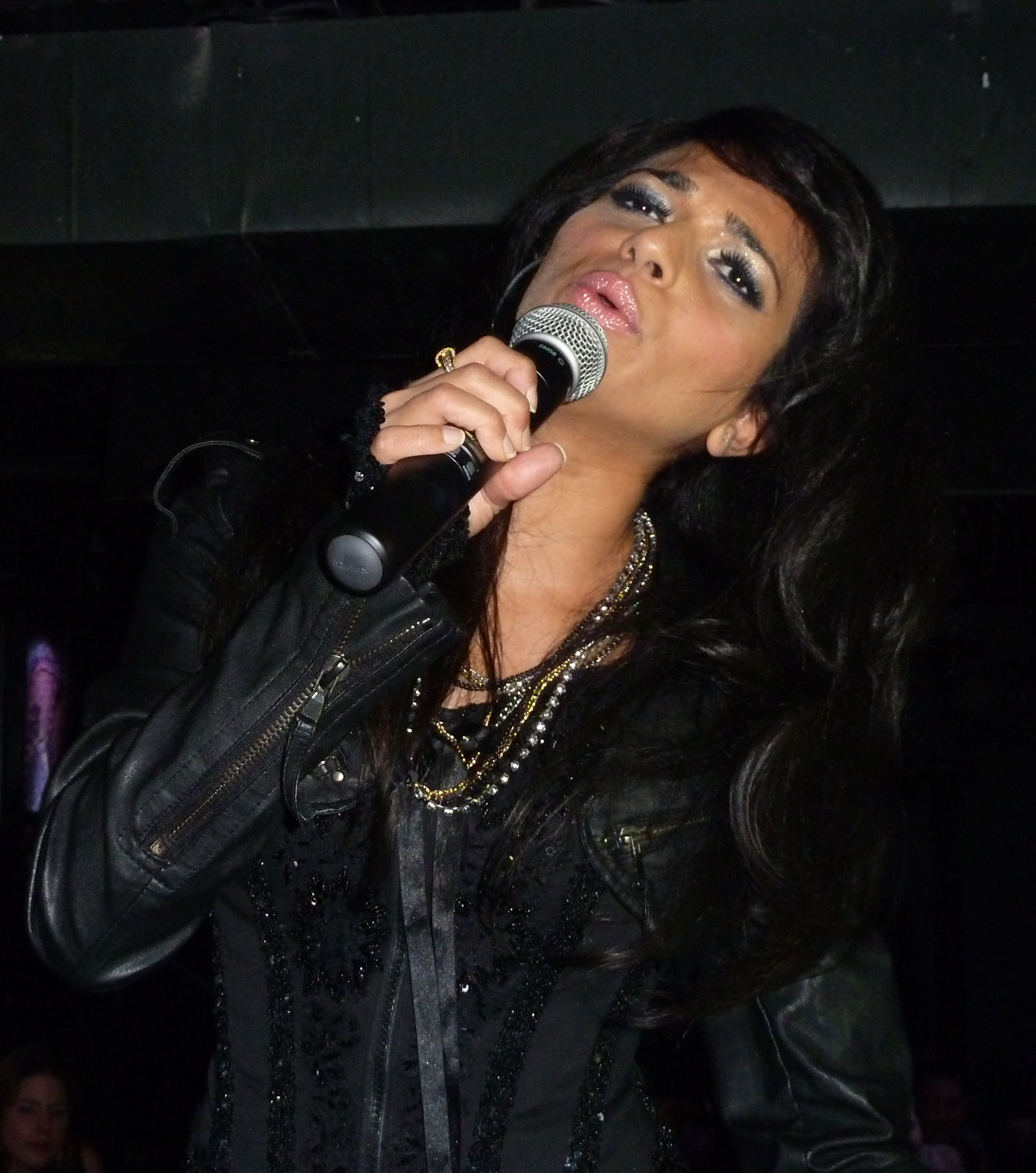
Nadia Ali 2011 bei einem Auftritt in Washington, D.C.

Nadia Ali (* 3. August 1980) ist eine pakistanisch-amerikanische Singer-Songwriterin. Bekannt wurde sie als Mitglied der Band iiO, die 2001 mit dem Hit Rapture auf Platz zwei der britischen Singlecharts kam.

## Biografie
Nadia Ali wurde 1980 in Libyen als Tochter pakistanischer Eltern geboren. Noch als sie Kind war, zog ihre Familie nach New York, wo sie noch heute lebt.
Im Alter von 17 Jahren traf Ali den Musikproduzenten Markus Moser, der auf der Suche nach einer Sängerin für seine Produktionen war. Das Duo gründete schließlich zusammen das Musikprojekt Vaiio, benannt nach dem Laptop Sony Vaio, auf dem Ali und Moser zu Beginn arbeiteten. Um möglichen rechtlichen Problemen mit Sony aus dem Weg zu gehen, wurde das Präfix "Va" später entfernt. iiO ist vor allem bekannt für die weltweit erfolgreiche Hit-Single Rapture, die 2001 veröffentlicht wurde. Auch die Nachfolgesingle At the End stieg in die Top 20 der britischen Singlecharts.
2005 verließ Ali die Gruppe, um eine Solokarriere zu beginnen. 2006 erschien jedoch noch Poetica, das Debütalbum von iiO. Moser produzierte weiterhin unter den Namen iiO und mit Alis Stimme. So erschien 2006 noch die Single Is It Love? und 2007 das Album Reconstruction Time: The Best of iiO Remixed.
Zu Beginn ihrer Solokarriere arbeitete Ali mit verschiedenen sehr erfolgreichen Produzenten wie Armin van Buuren zusammen und ging mit ihm auch auf Tournee. Ihre erste Solosingle Crash and Burn erschien erst 2008. In den Billboard-Dance-Charts (Hot-Dance-Club-Songs) kam der Song auf Platz 6. Ihre zweite Single Love Story, die unter anderem von Andy Moor geremixt wurde, erreichte dort sogar Platz eins. Der Song wurde 2010 an der Winter Music Conference als Best Progressive/Tech House Track nominiert.
Im September 2009 erschien schließlich ihr erstes Soloalbum Embers. Von diesem wurden bisher noch zwei weitere Songs als Singles veröffentlicht: Fine Print und Fantasy. Im Dezember 2010 wurde der Morgan Page Remix von Fantasy in der Kategorie Best Remixed Recording, Non-Classical für die Grammy Awards 2011 nominiert.

## Diskografie

### Alben
- 2006: Poetica (als iiO)
- 2009: Embers
- 2010: Queen of Clubs Trilogy

### Singles

#### Mit iiO
- 2001: Rapture
- 2002: At the End
- 2003: Smooth
- 2004: Runaway
- 2005: Kiss You
- 2006: Is It Love?

#### Solo
- 2008: Crash and Burn
- 2009: Love Story
- 2009: Fine Print
- 2010: Fantasy
- 2010: Rapture
- 2011: When It Rains

#### Kooperationen
- 2005: Who Is Watching (mit Armin van Buuren)
- 2006: Something to Lose (mit Creamer & K & Rosko)
- 2009: 12 Wives in Tehran (mit Serge Devant)
- 2009: Better Run (mit Tocadisco)
- 2010: Try (mit Schiller)
- 2010: The Notice (mit Chris Reece)
- 2010: Call My Name (mit Sultan & Ned Shepard)
- 2010: That Day (mit Dresden & Johnston & Mikael Johnston)
- 2011: Pressure (mit Starkillers & Alex Kenji)
- 2011: Feels So Good (mit Armin van Buuren)
- 2011: Believe It (mit Spencer & Hill)
- 2011: Rolling the Dice (mit Sander van Doorn, Sidney Samson)
- 2011: Keep It Coming (mit Starkillers)
- 2012: This Is Your Life (mit EDX)
- 2016: Try (mit Schiller)

## Auszeichnungen und Nominationen
- 2010: Love Story nominiert als Best Progressive/Tech House Track an den International Dance Music Awards
- 2011: Fantasy (Morgan Page Remix) nominiert als Best Remixed Recording, Non-Classical an den Grammy Awards 2011
- 2012: Feels So Good – Armin van Buuren feat. Nadia Ali ausgezeichnet als Best Trance Track an den International Dance Music Awards
- 2012: Pressure (Alesso Remix) – Nadia Ali, Starkillers & Alex Kenji ausgezeichnet als Best Progressive Track an den International Dance Music Awards